# Ascesso retrofaringeo
Per  ascesso retrofaringeo  in campo medico, si intende la raccolta di pus nel retrofaringe causata da un'infiammazione.

## Epidemiologia
L'infiammazione è più frequente nei bambini piccoli fino all'età di 8 anni

## Sintomatologia
I sintomi e i segni clinici cambiano a seconda dell'età della persona: in età infantile si riscontrano spesso odinofagia, disfagia, febbre, linfoadenopatia, mentre in età adulta più diffuso è il dolore, oltre a difficoltà respiratorie.

## Diagnosi differenziale
In sede di diagnosi bisogna differenziarla dall'ascesso parafaringeo

## Terapia
Il trattamento è farmacologico, si somministrano antibiotici (fra i più utilizzati il ceftriaxone 50–75 mg/kg al giorno con modalità endovenosa), nei casi più gravi si utilizza la tracheostomia